# Élections législatives de 2002 à Mayotte
Les élections législatives françaises de 2002 se déroulent les 9 et 16 juin. Dans le territoire de Mayotte, un député est à élire dans le cadre d'une circonscription.

## Élus
| Circonscription        | Député sortant      | Parti | Parti    | Député élu ou réélu | Parti | Parti |
| ---------------------- | ------------------- | ----- | -------- | ------------------- | ----- | ----- |
| Circonscription unique | Henry Jean-Baptiste |       | UDF (FD) | Mansour Kamardine   |       | UMP   |

## Résultats

### Résultats à l'échelle de la collectivité
| Parti          | Parti                              | Premier tour | Premier tour | Second tour | Second tour | Sièges |
| Parti          | Parti                              | Voix         | %            | Voix        | %           | Sièges |
| -------------- | ---------------------------------- | ------------ | ------------ | ----------- | ----------- | ------ |
|                | Union pour la démocratie française | 11 797       | 40,52        | 14 133      | 45,39       | 0      |
|                | Union pour un mouvement populaire  | 9 671        | 33,22        | 17 001      | 54,61       | 1      |
|                | Rassemblement pour la République   | 174          | 0,60         |             |             | 0      |
|                | Divers droite                      | 157          | 0,54         | 0           |             |        |
|                | Majorité présidentielle            | 21 799       | 74,88        | 31 134      | 100,00      | 1      |
|                |                                    |              |              |             |             |        |
|                | Parti socialiste                   | 3 257        | 11,19        |             |             | 0      |
|                | Divers gauche                      | 1 645        | 5,65         | 0           |             |        |
|                | Pôle républicain                   | 1 449        | 4,98         | 0           |             |        |
|                | Les Verts                          | 369          | 1,27         | 0           |             |        |
|                | Gauche parlementaire               | 6 720        | 23,08        |             |             | 0      |
|                |                                    |              |              |             |             |        |
|                | Extrême droite dont MNR            | 244          | 0,84         |             |             | 0      |
|                | Front national                     | 221          | 0,76         | 0           |             |        |
|                | Divers écologiste                  | 127          | 0,44         | 0           |             |        |
|                |                                    |              |              |             |             |        |
| Inscrits       | Inscrits                           | 52 300       | 100,00       | 52 341      | 100,00      | 1      |
| Abstentions    | Abstentions                        | 22 693       | 43,39        | 20 405      | 38,98       |        |
| Votants        | Votants                            | 29 607       | 56,61        | 31 936      | 61,02       |        |
| Blancs et nuls | Blancs et nuls                     | 496          | 1,68         | 802         | 2,51        |        |
| Exprimés       | Exprimés                           | 29 111       | 98,32        | 31 134      | 97,49       |        |

### Résultats par circonscription
| Candidat       | Candidat              | Parti             | Premier tour | Premier tour | Second tour | Second tour |  |
| Candidat       | Candidat              | Parti             | Voix         | %            | Voix        | %           |  |
| -------------- | --------------------- | ----------------- | ------------ | ------------ | ----------- | ----------- |  |
|                | Mansour Kamardine élu | UMP               | 9 671        | 33,22        | 17 001      | 54,61       |  |
|                | Vita Siadi            | UDF               | 8 379        | 28,78        | 14 133      | 45,39       |  |
|                | Ahamed Madi           | UDF               | 3 418        | 11,74        |             |             |  |
|                | Aboubacar Ibrahim     | PS                | 3 257        | 11,19        |             |             |  |
|                | Ali Boto Bacar        | Pôle républicain  | 1 449        | 4,98         |             |             |  |
|                | Said Ahamadi          | Divers gauche     | 780          | 2,68         |             |             |  |
|                | Soraya Abdourrahamane | Divers gauche     | 426          | 1,46         |             |             |  |
|                | Ahamada Salime        | Les Verts         | 369          | 1,27         |             |             |  |
|                | Binali Nidhoimi       | Divers gauche     | 273          | 0,94         |             |             |  |
|                | Hamada Ousseni        | FN                | 221          | 0,76         |             |             |  |
|                | Abdouldjabar Salim    | RPR               | 174          | 0,6          |             |             |  |
|                | Halifa Said           | Extrême droite    | 167          | 0,57         |             |             |  |
|                | Dani Salim            | Divers gauche     | 166          | 0,57         |             |             |  |
|                | Saïd Ahamada          | Divers droite     | 157          | 0,54         |             |             |  |
|                | Darkaoui Allaoui      | Divers écologiste | 127          | 0,44         |             |             |  |
|                | Jean-Étienne Normand  | MNR               | 77           | 0,26         |             |             |  |
|                |                       |                   |              |              |             |             |  |
| Inscrits       | Inscrits              | Inscrits          | 52 300       | 100,00       | 52 341      | 100,00      |  |
| Abstentions    | Abstentions           | Abstentions       | 22 693       | 43,39        | 20 405      | 38,98       |  |
| Votants        | Votants               | Votants           | 29 607       | 56,61        | 31 936      | 61,02       |  |
| Blancs et nuls | Blancs et nuls        | Blancs et nuls    | 496          | 1,68         | 802         | 2,51        |  |
| Exprimés       | Exprimés              | Exprimés          | 29 111       | 98,32        | 31 134      | 97,49       |  |